# Растяпинский район
Растяпинский район — упразднённая административно-территориальная единица в составе Нижегородской губернии, существовавшая в 1924—1929 годах. Административный центр — посёлок Растяпино.

## История
Растяпинский район был образован 27 июня 1924 года в составе Нижегородской губернии на территории Гнилицкой, Мысовской и Растяпинской волостей. Центром района было назначено село Чёрное, но уже в декабре 1924 года центр был перенесён в деревню Растяпино (в январе 1927 года получила статус рабочего посёлка, который в январе 1929 года был переименован в Дзержинск).
К концу 1924 года район включал 11 сельсоветов: Бабинский, Володарский, Гавриловский, Гнилицкий, Горбатовский, Жолнинский, Красногорский, Ластановский, Монастырский, Растяпинский и Решетихинский. В 1925 году Ластановский был присоединён к Володарскому.
10 июня 1929 года Растяпинский район был упразднён, а его территория передана в Дзержинский район Нижегородского округа Нижегородского края.